# William Tennant
William Tennant (* 18. Mai 1784 in Anstruther, Fife; † 14. Februar 1848 in Devon Grove) war schottischer Gelehrter und Dichter.

## Leben
Tennant war von Kindesbeinen an lahm. Sein Vater schickte ihn auf die University of St Andrews, wo er für zwei Jahre blieb. Nach seiner Rückkehr wurde er Schreiber einer seiner Brüder, einem Mais-Fabrikanten. In seiner Freizeit lernte er Hebräisch, Deutsch und Italienisch.
Sein Studium italienischer Verse trug Früchte in dem spöttischen Heldengedicht Anster Fair (1812), das eine amüsante Schilderung der Hochzeit von Maggie Lauder, der Heldin der populären schottischen Ballade ist. Es wurde in Stanzen geschrieben und einige Jahre später von John Hookham Frere zu The Ingenious Brothers Whistlecraft und von Byron als Figur in Don Juan übernommen. Das Gedicht in Form fantastischer, klassischer Anspielungen angewandt als einfache Geschichte und voll mit Humor hatte sofortigen Erfolg. Es war der erste Gebrauch dieses italienischen Stils in angelsächsischen Raum.
Tennants Bruder war inzwischen kommerziell gescheitert und  William Tennant wurde 1812 Schulmeister der Pfarrei von Dunino nahe St Andrews. Von 1816 an promovierte er an der Schule von  Lasswade nahe Edinburgh; von 1819 studierte zur Meisterprüfung an der Dollar Academy und von 1834 an bei Lord Jeffrey vom Lehrstuhl für orientalische Sprachen an der Universität von St. Andrews zur Professur, nachdem er neben Hebräisch und auch Arabisch und Persisch beherrschte. The Thane of Fife (1822) zeigte die gleiche humoristische Imagination wie Anster Fair, aber das Gedicht war nicht von allgemeinem Interesse und verkaufte sich schlecht.
Er schrieb auch ein Gedicht in lowländischem Schottisch, Papistry Stormed (1827); zwei historische Dramen, Cardinal Beaton (1823) und John Balliol (1825), und eine Serie von Hebräischen Dramen (1845), begründet auf Bibelgeschichten. Tennant starb am 14. Februar 1848 in Devon Grove. Seine Memoiren wurden 1861 von MF Connolly veröffentlicht.